# Carlo Bigatto
Carlo Bigatto (ur. 29 sierpnia 1895 w Balzoli, zm. 16 września 1942 w Turynie) – włoski piłkarz i trener piłkarski.
Wraz z zespołem Juventusu zdobył mistrzostwo Włoch w 1926 i 1931. Przez jeden sezon (1934/1935) pełnił funkcję szkoleniowca Juventusu. Był piątym w historii trenerem Zebr. Jego poprzednikiem był Carlo Carcano, a następcą Virginio Rosetta.
W latach 1925–1927 wystąpił w pięciu meczach reprezentacji Włoch.